# Brus Laguna (kommun)
Brus Laguna är en kommun i Honduras.   Den ligger i departementet Departamento de Gracias a Dios, i den östra delen av landet, 300 km nordost om huvudstaden Tegucigalpa. Antalet invånare är 9 470.